# Bonneveau
Bonneveau is een gemeente in het Franse departement Loir-et-Cher (regio Centre-Val de Loire) en telt 466 inwoners (1999). De plaats maakt deel uit van het arrondissement Vendôme.

## Geografie
De oppervlakte van Bonneveau bedraagt 11,0 km², de bevolkingsdichtheid is 42,4 inwoners per km².
De onderstaande kaart toont de ligging van Bonneveau met de belangrijkste infrastructuur en aangrenzende gemeenten.

## Demografie
Onderstaande figuur toont het verloop van het inwonertal (bron: INSEE-tellingen).